# グリッチ・テックス
『グリッチ・テックス』（Glitch Techs）は、アニメーターのエリック・ロブレスと俳優・脚本家のダン・ミラノがニコロデオンとNetflix向けに制作したアメリカ合衆国のテレビアニメシリーズ。このシリーズは、2020年2月21日にNetflixで初公開された。

## 声優
- ハイファイブ - 成瀬誠
- ミコ - 村中知
- ミッチ - バトリ勝悟
- フィル - 細川祥央
- 中國卓郎 / 和優希 / 兼政郁人 / 足立由夏 / 渡なべゆき子 / 池田海咲 / 中野さいま / 越後屋コースケ / 塙英子 / 本多真梨子 / 奥田もとい / 佐々木拓真

## エピソード

### シーズン 1
- 1. ヒノビの時代
- 2. トレーニング・モード
- 3. ガントレットを追え!
- 4. スマッシュザウルス
- 5. キャッスルスタイン
- 6. リーダーの素質
- 7. グリッチの宝石集め
- 8. あぶないペットトレーニング
- 9. 空手マスター

### シーズン 2
- 10. グリッチ・モッダー
- 11. ピン
- 12. 帰ってきたラルフィー・ベア
- 13. 仲間を増やせ
- 14. 新入り
- 15. グリッチをさがせ
- 16. 真のグリッチ・テックス
- 17. ハイスコア対決
- 18. ミッチのひみつ
- 19. ビット・プライム

## スタッフ

### 制作スタッフ
- 原作・総監督 - エリック・ロブレス、ダン・ミラノ
- 制作監督 - イアン・グラハム
- スーパーバイジングディレクター - ジェウー・キム
- アートディレクター - スコット・キクタ
- キャラクターデザイン - スコット・キクタ、イリネオ・マランバ、ジェニー・キャラブロ、アンナ・キャティッシュ、アンジェラ・メラー、ブレント・ゴードン、アンドレ・ニーブス、ホセ・ロペス、マユミ・ノセ、他
- プロップデザイン - タイラー・ジェントリー、エーリク・ペイ、マーク・タイヘイ、ジェフ・ウォン
- エフェクトリード - トニー・アンサー
- 背景監督 - カエサル・マルティネス
- 色彩設定 - コーリー・ブース、タラ・ジョンソン、ニキ・ロペス、エリック・オメガ、ブライアン・スミス
- 映像編集監督 - ラルフ・A・エウゼビオ
- 音楽 - ブラッド・ブリーク
- プロデューサー - リサ・ティボー・ウッズ
- スタジオ100ラインプロデューサー - ジェーン・フランソワ・ラモス
- トップドロウアニメーションアソシエイトプロデューサー - ジェイ・ヴィ・アン・P・ズビア
- フライングバーク統括プロデューサー - アレクシア・ゲイツ・フォーレ
- アニメーション制作 - ニコロデオン・アニメーション・スタジオ
- アニメーション制作協力 - スタジオ100・アニメーション、トップドロウ・アニメーション、フライングバーク
- 制作著作 - ヴァイアコム・インターナショナル

### 日本語版スタッフ
- 演出 - 中野洋志
- 翻訳 - 島健太郎
- 制作 - ACクリエイト